# Quercus argyrotricha
Quercus argyrotricha es una especie del género Quercus dentro de la familia Fagaceae. Está clasificada en el subgénero Cyclobalanopsis; que son robles del este y sureste de Asia. Árboles que crecen hasta 10-40 m de altura. Ellos se diferencian del Subgénero Quercus en que tienen bellotas con distintivas tazas teniendo crecientes anillos de escamas, tienen en común las densamente agrupadas bellotas, aunque esto no se aplica a todas las especies.

## Distribución y hábitat
Crece en bosques perennifolios de hoja ancha, en las laderas de las montañas y en los valles, en China (Guizhou) alrededor de los 1600 m de altitud.

## Descripción
Quercus argyrotricha es un árbol de hoja perenne que alcanza un tamaño de 10 metros o más de altura. Las primeras ramas tienen un tomento marrón, convirtiéndose en glabras. Las ramas son delgadas, de color púrpura oscuro cuando se secan, ligeramente surcadas, subglabras, con lenticelas grises. El pecíolo es delgado, de 1-1,5 cm. El limbo de las hojas es ovado-elíptico a obovado, de 6,5-12 x 2-4.5 cm, coriáceas, de color gris amarillento con pelos estrellados aterciopelados por debajo, de color verde brillante por encima. Las bases de las hojas son redondeadas y oblicuas, los márgenes minuciosamente denticulados. El ápice es acuminado, mucronado. La vena central y nervios secundarios planos por encima, venas secundarias 9-14 en cada lado del nervio central; venas terciarias oscuro en ambas superficies. Las bellotas son mucronadas, ampliamente ovoides o subglobosas, de 0,8-1,5 cm de diámetro, solitarias, densamente peludas, de color amarillo dorado, sésiles o sobre un corto pedúnculo. Las bellotas están cerradas a medias en una cúpula de 0,5 a 0,7 cm de largo, 1-1,6 cm de diámetro, 2 mm de espesor, con 6-7 (-9) anillos concéntricos de color amarillo y peludos. Las bellotas maduran en 2 años.

## Taxonomía
Quercus argyrotricha fue descrita por Aimée Antoinette Camus y publicado en Bulletin du Muséum d'Histoire Naturelle, sér. 2 3(7): 689. 1931.
Etimología
Quercus: nombre genérico del latín que designaba igualmente al roble y a la encina.
argyrotricha: epíteto griego que significa de pelo plateado.
Sinonimia
- Cyclobalanopsis argyrotricha (A.Camus) Chun & Y.T.Chang ex Y.C.Hsu & H.Wei Jen	[1][4]